# Vernedering

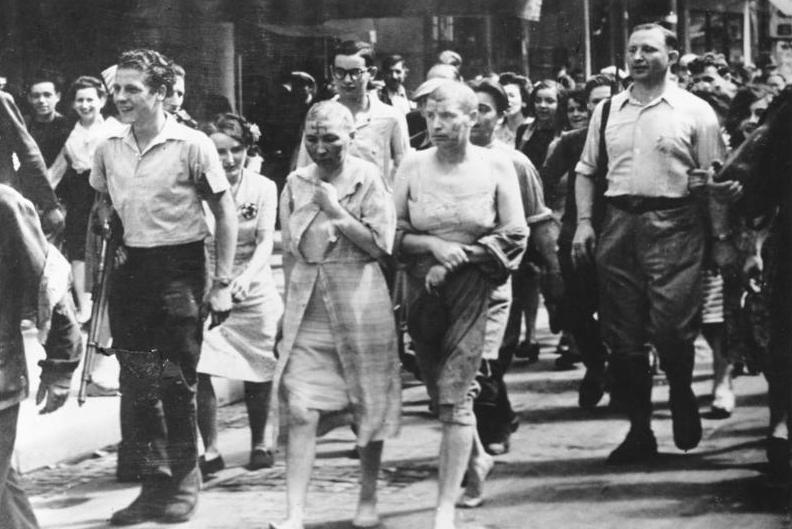
Parijs 1944: Vrouwen beschuldigd van collaboratie met de nazi's worden blootsvoets door de straten geleid. Ze zijn kaalgeschoren en hun gezicht vertoont brandmerken van het swastika symbolen.

Vernedering is een situatie waarbij men zich door een daad van een ander of door de omstandigheden klein en minderwaardig voelt. Het vernederingsgevoel dat deze persoon hierdoor krijgt bevat ook een sterk element van schaamte. In het extreemste geval kan men de druk niet meer aan en pleegt men zelfmoord.
Vernedering kan ook een daad tegen de eigen persoon zijn, waarmee men overmoedigheid bij zichzelf tracht te bestrijden.
Bekender zijn de situaties waarin men anderen vernedert. In de seksuele context komt het zeer veel voor, bijvoorbeeld bij bdsm. Maar ook een verkrachting wordt door veel slachtoffers als een vernedering ervaren.
Op de werkvloer komt vernedering voor, bijvoorbeeld wanneer een werknemer een blunder heeft begaan en zijn baas hem daarop aanspreekt. De vernedering van het moeten aftreden, het strafrechtelijk onderzoek en een persoonlijk faillissement is voor ex-bestuurders in een boekhoudschandaal soms zelfs zo erg dat de bestuurder zelfmoord pleegt.
Vernedering hangt ook veel samen met pesten en vormt er een essentieel onderdeel van. Hierbij zal men moeten opmerken dat kinderen zich veel ongenuanceerder uiten dan volwassenen en een lagere drempel hebben om een ander publiekelijk voor schut te zetten. Maar ook het publiekelijk molesteren van een ander kan als een vernedering worden gezien.